# Iván Martín Mateu
Iván Martín Mateu (21 de agosto de 1988) es un violista español.

## Trayectoria
Se graduó en 1996 en el Harid Conservatory de Florida (USA). Posteriormente recibió el premio Fulbright para cursar estudios superiores en la Juilliard School de Nueva York, bajo la tutela de Heidi Castleman.
Desde 1994 ha realizado numerosos recitales y conciertos de cámara en más de 25 países. Desde 1998 es solista de la Orquesta de la Comunidad de Madrid y de la Orquesta de Cámara de España. En 1999 crea la sociedad de cámara Sartory Cámara con la que realiza una amplia labor en España, Argentina, Chile, Panamá y Uruguay. En la actualidad es miembro integrante del grupo de música contemporánea Ensemble Madrid y miembro fundador del Cuarteto Bretón con el que ha grabado toda la música de cámara de R. Halffter para el sello Naxos, interpretando como solista con la Orquesta Sinfónica de Tenerife, estrenando la Opera de Cámara de A. Charles “La Cuzzoni”, ha grabado también para Warner Music y en la actualidad está grabando los cuartetos de A. Aracil (sello VERSO).
Colabora asiduamente como viola principal en: Orquesta Andrés Segovia, Camerata de España y Orquesta de Cámara de Castilla-La Mancha. Ha sido miembro de la Orquesta de Cadaqués y el grupo barroco Zarabanda. Ha participado en diversas ocasiones con orquestas como: Orquesta Nacional de España, Radio Televisión Española, Florida Philharmonic, Orquesta de Gran Canaria y como Solista de la Orquesta Sinfónica de Castilla y León.
En 2017 ha grabado su primer disco en solitario “Atitlán”, una recopilación de obras de la música clásica compuestas y arregladas para viola y piano.
Compagina la docencia en la Cátedra del Real Conservatorio Superior de Salamanca con una intensa labor concertística en España, Europa y Latinoamérica.

## Premios y reconocimientos
- Su interpretación y grabación (bajo el sello AUTOR) del concierto para viola de Rio Pareja recibió el premio SGAE 2000.[3]